# Ferme-porte
Pour les articles homonymes, voir Groom.
Un ferme-porte, aussi appelé valet, ou groom, du nom d'une marque déposée française, ou blount (voire blunt par paronymie), est un dispositif mécanique installé sur une porte pour la refermer automatiquement lorsqu'elle a été ouverte.

## Dénominations
En serrurerie, le « valet » est un « contrepoids qui permet à une porte de se refermer d'elle-même ».  Le contre-poids, disposé mécaniquement derrière la porte, monte lorsqu'on ouvre celle-ci puis redescend de lui-même pour la faire se refermer. 

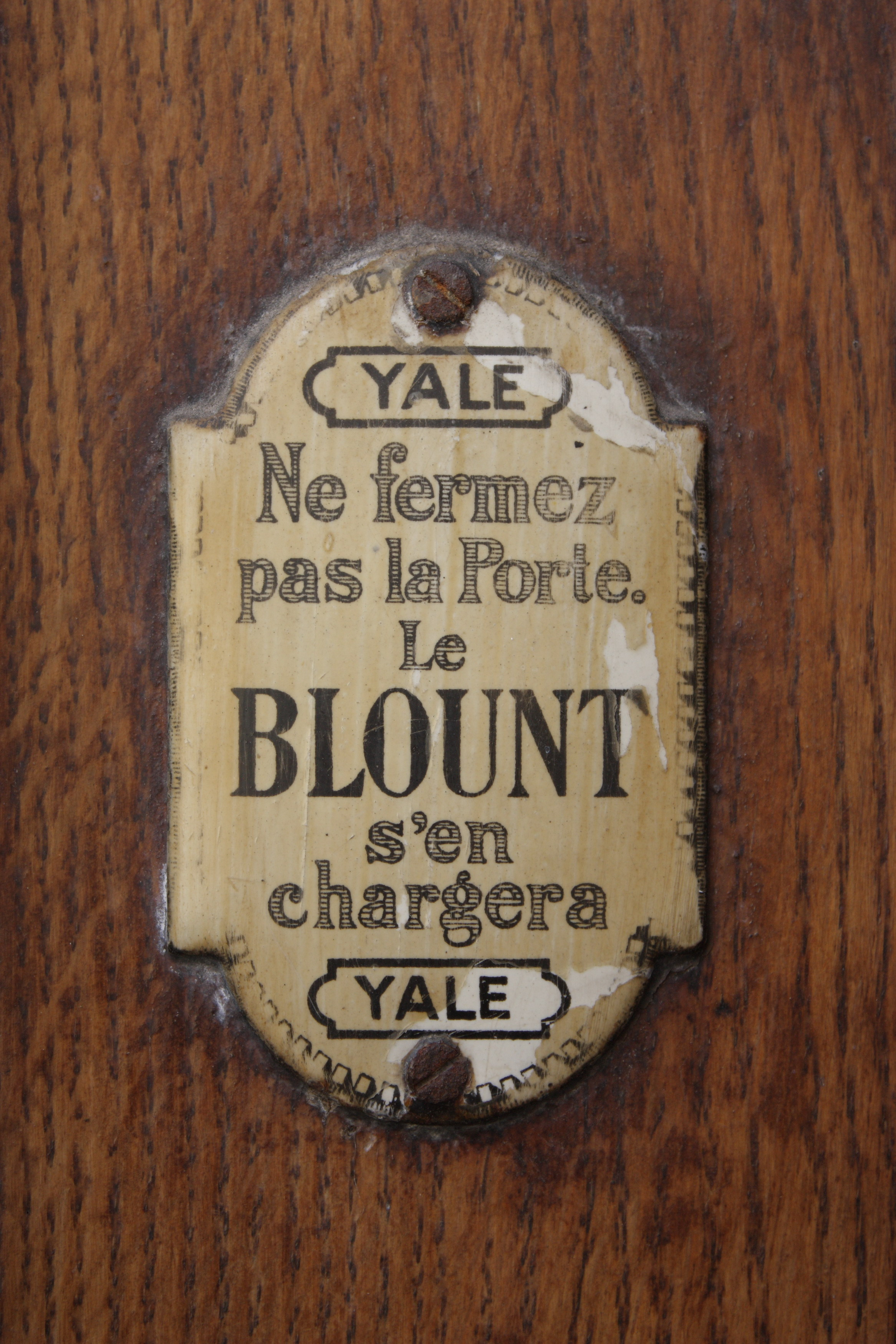
Plaque indicative d'un blount.
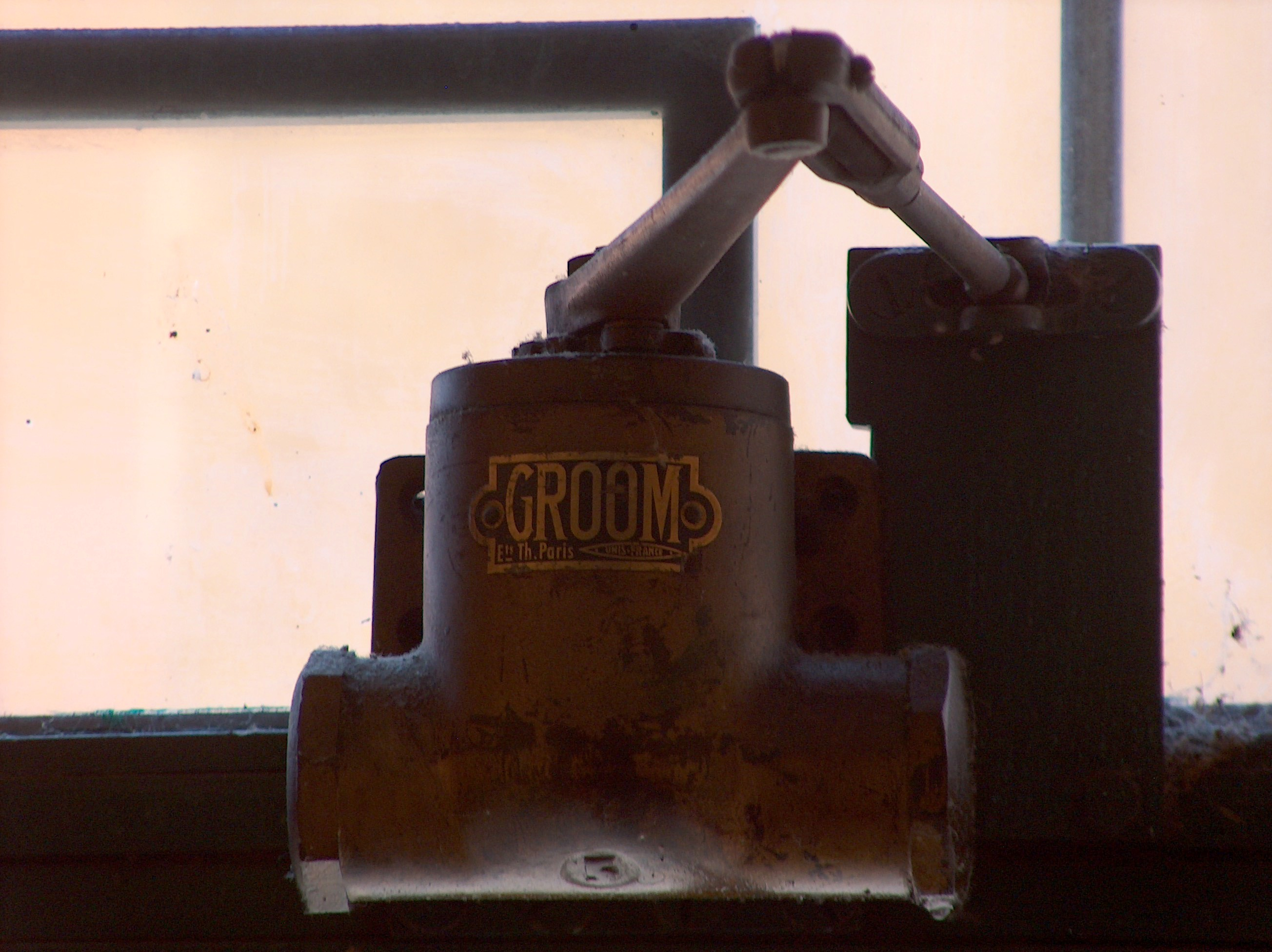
Ancien groom ou ferme-porte à Lyon. Années 1950.
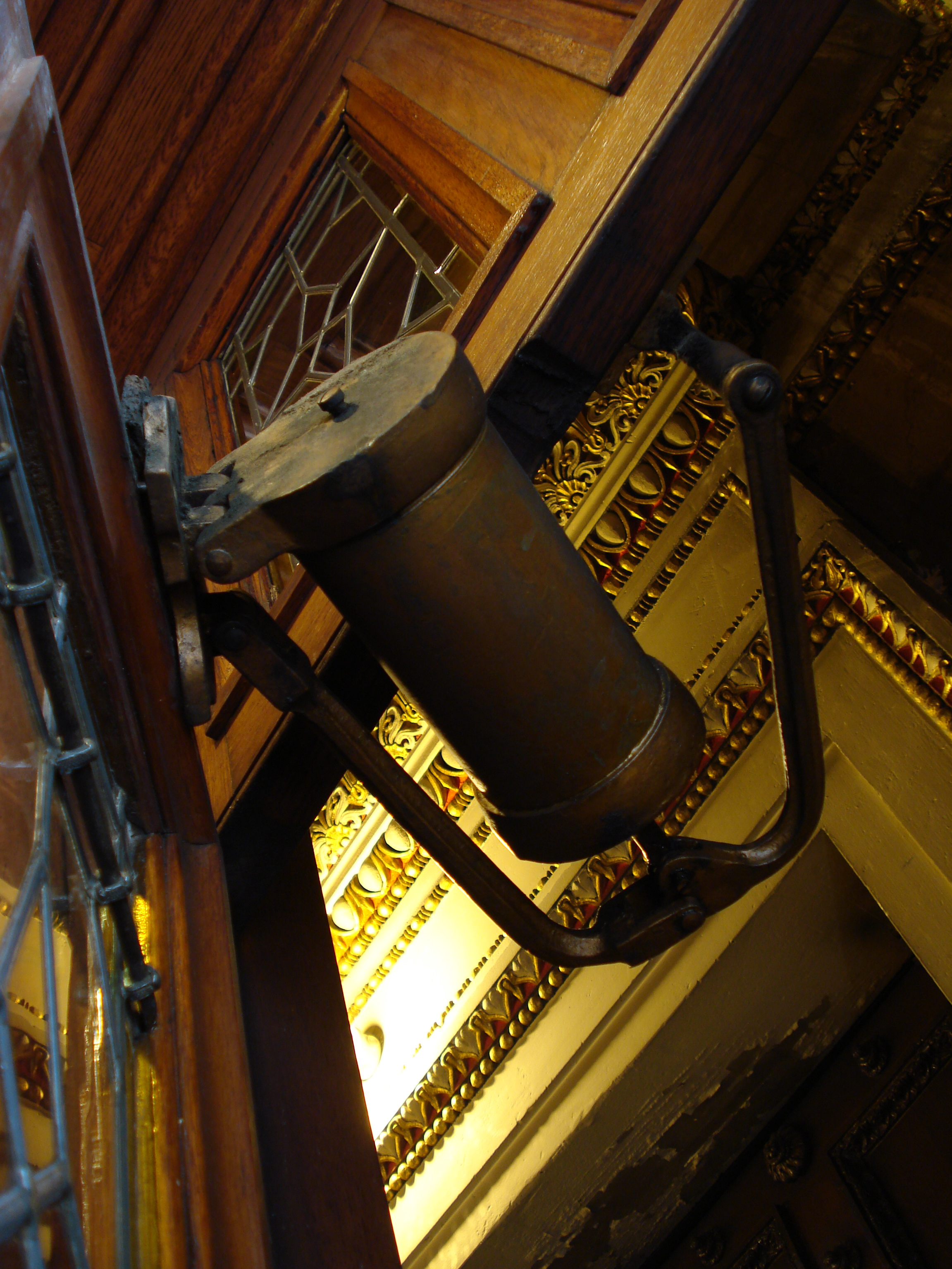
Ferme-porte de l'église Saint-Vincent-de-Paul à Paris.
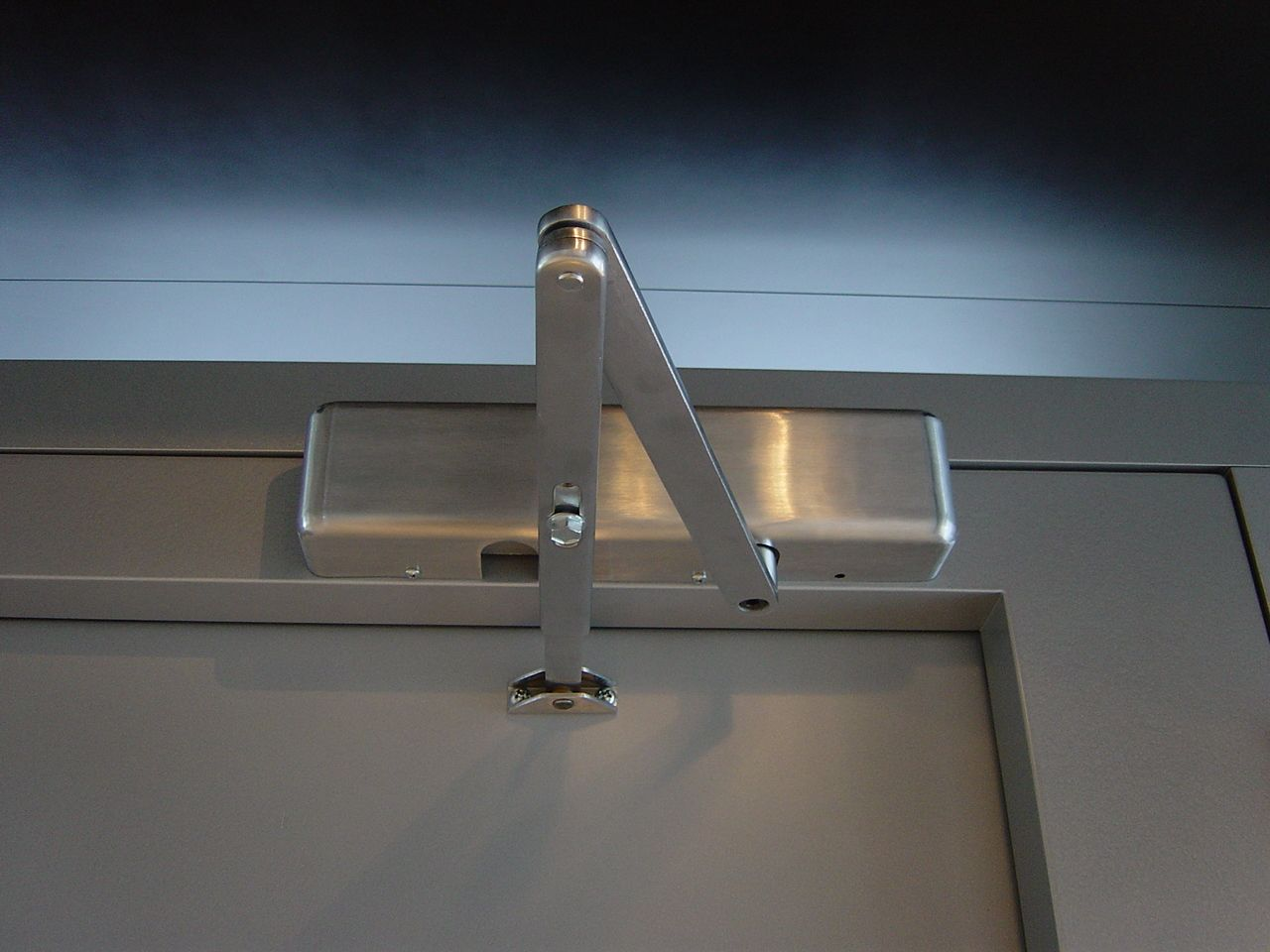
Ferme-porte moderne.

## Usages
En garantissant la fermeture des portes, les ferme-portes automatiques sont des accessoires utiles à la sécurité, à la préservation de l'intimité (dans des lieux tels que les toilettes et les salles de bain publiques) et, dans une moindre mesure, à l'hygiène et à la lutte contre les nuisibles (insectes, rongeurs). Un ferme-porte permet en outre de limiter le bruit là où il est installé, puisqu'il évite que les portes ne claquent. Ils contribuent à éviter les courants d'air et à maintenir une température stable dans les pièces qu'ils ferment.[réf. nécessaire]